# Sturdies Bay
Sturdies Bay är en vik i Kanada.   Den ligger i provinsen British Columbia, i den sydvästra delen av landet, 3 600 km väster om huvudstaden Ottawa. Sturdies Bay ligger på ön Galiano Island.